# 雅罗斯拉夫尔火车头
雅羅斯拉夫爾冰球隊（俄语：ХК Локомотив），也稱為雅羅斯拉夫爾火車頭，是参加大陸冰球聯盟的职业冰球队，俄罗斯全国铁路运营机构俄罗斯铁路（РЖД）是球队的拥有者，故球队称作火车头队。2011年，在雅罗斯拉夫尔空难中，當時的成員几乎全部罹难，其中包括26名球员、11名教练组成员。

## 球队历史
雅罗斯拉夫尔火车头冰球队成立于1949年，数次更换队名，是俄罗斯冰球的一支近20年来崛起的传统劲旅。球队的主体育场为2001年建成的火车头2000球场，可容纳9046名观众。1959年至2001年，球队一直在Avtodizel球场打球。雅罗斯拉夫尔火车头冰球队的队色为红色、白色和蓝色，球队曾在1997赛季、2002赛季和2003赛季三度夺得俄罗斯联赛冠军。

### 苏联时期：升入顶级联赛
在苏联时期，为苏联冰球二级联赛A组球队，1983-84赛季球队晋级甲级联赛A组。在雅罗斯拉夫尔鱼雷时期，球队在主教练谢尔盖·阿列克谢耶维奇·尼克罗夫的带领下逐渐成为联赛的中坚力量。

### 俄罗斯时期：成为传统强队
在苏联时期一直都难称作强队，但球队在1990年代取得了一系列的佳绩，在皮欧特·沃罗比耶夫的带领下在1997赛季赢得了甲级联赛冠军，这也是球队历史上的首个顶级联赛冠军。
俱乐部在2001-02赛季前迁入新建成的火车头2000球场，并在捷克籍主教练弗拉基米尔·武伊科的带领下接连取得了2002赛季和2003赛季冠军。2002-03赛季后，联赛竞争对手喀山白雪豹以一份大合同将武伊科挖走。此后，火车头队未能再染指联赛冠军，但始终都是俄罗斯超级联赛(RSL) 冠军的有力争夺者。
俄超联赛在2008年吸收了拉脱维亚、白俄罗斯和哈萨克斯坦的冰球队组成了全新的联赛——大陆冰球联盟（KHL），雅罗斯拉夫尔火车头队在2008-09赛季中夺得亚军、2009-10赛季与2010-11赛季也都打入季后赛半决赛。

### 2011年空难
2011年9月7日，一架携带雅罗斯拉夫尔火车头冰球队全体球员前往明斯克参加大陆冰球联盟2011-12赛季首场比赛的客机，从雅罗斯拉夫尔起飞后不久即坠毁在离该机场约2公里处。飞机上的45名乘客除火车头冰球队右后卫亚历山大·加利莫夫与一名乘务员外其余全部當場罹难，其中包括了火车头冰球队全体运动员、教练组以及四名随队出征的小联盟二线队员。而一開始未死的加利莫夫全身烧伤面积超过90%，於9月12日逝世于莫斯科维斯挪威斯基医院。

### 之後
儘管經過災難，但球隊在2012年4月9日雇用美國卡羅來納颶風冰球隊Tom Rowe作為新任教練，並在NHL罷工期間引入Viktor Kozlov、尼克拉斯·哈格曼、斯塔凡·克龙瓦尔、Curtis Sanford、萨米·莱皮斯托和Vitaly Vishnevskiy作為球隊的新陣容。

## 球队更名情况
球队之前七次更名，当前的名字自2000年沿用至今：
- 雅罗斯拉夫尔火车头 (1949年–1955年)
- 雅罗斯拉夫尔斯巴达克 (1955年–1956年)
- 雅罗斯拉夫尔科基米克 (1956年–1957年)
- 雅罗斯拉夫尔YMZ HC (1959年–1963年)
- 雅罗斯拉夫尔劳动 (1963年–1964年)
- 雅罗斯拉夫尔电机 (1964年–1965年)
- 雅罗斯拉夫尔鱼雷 (1965年–2000年)
- 雅罗斯拉夫尔火车头 (2000年至今)

## 所获荣誉
俄罗斯公开锦标赛 冠军 (3次): 1996–97賽季, 2001–02賽季, 2002–03賽季

大陆冰球联盟 亚军 (2次): 2007–08賽季, 2008–09賽季

俄罗斯公开锦标赛/大陆冰球联赛 季军 (4次): 1997–98賽季, 1998–99賽季, 2004–05賽季, 2010–11賽季

国际冰联大陆杯 亚军: 2003年

施彭格勒杯 铜牌: 2003年

## 大陆冰球联盟（KHL）统计
| 赛季    | 常规赛     | 常规赛 | 常规赛 | 常规赛 | 常规赛 | 常规赛 | 常规赛 | 常规赛 | 常规赛 | 常规赛 | 常规赛 | 常规赛 | 季后赛 | 季后赛 | 季后赛 | 季后赛 | 季后赛 | 季后赛 |
| 赛季    | 分区名     | 分区   | 赛区   | 联赛   | G      | W      | WO     | LO     | L      | Pts    | GF     | GA     | G      | W      | L      | GF     | GA     | 战绩 |
| ------- | ---------- | ------ | ------ | ------ | ------ | ------ | ------ | ------ | ------ | ------ | ------ | ------ | ------ | ------ | ------ | ------ | ------ | --- |
| 2008-09 | 卡拉莫夫区 | 1      | n/a    | 3      | 56     | 32     | 4      | 7      | 13     | 111    | 175    | 111    | 19     | 13     | 6      | 57     | 33     | 赢得赛区16强赛, 3-1 (内弗特赫米克-纳夫特希密克HC) 赢得赛区8强赛, 3-0 (莫斯科斯巴达克HC) 赢得半决赛, 4-1 (马格尼托哥尔斯克冶金) 决赛败于, 3-4 (喀山白雪豹) |
| 2009-10 | 塔拉索夫区 | 3      | 5      | 7      | 56     | 26     | 5      | 8      | 17     | 96     | 163    | 132    | 17     | 10     | 7      | 54     | 37     | 赢得赛区8强赛, 3-1 (莫斯科州亚特兰大) 赢得赛区半决赛, 4-2 (莫斯科斯巴达克HC) 败于赛区决赛, 3-4 (HC MVD)                                                   |
| 2010-11 | 塔拉索夫区 | 1      | 1      | 3      | 54     | 33     | 2      | 5      | 14     | 108    | 202    | 143    | 18     | 10     | 8      | 63     | 62     | 赢得赛区8强赛, 4-3 (明斯克迪纳摩HC) 赢得赛区半决赛, 4-1 (里加迪纳摩) 败于赛区决赛, 2-4 (莫斯科州亚特兰塔)                                                 |